# San José de Ocoa
Pour la province, voir San José de Ocoa (province).
Pour les articles homonymes, voir San José.
San José de Ocoa ou Ocoa est la capitale de la province du même nom, située en République dominicaine.

## Histoire
La ville est fondée en 1805 par des habitants de la ville de Baní. Des habitants de l'Îles Canaries sont les premiers à s'installer à San José de Ocoa, restant une minorité dans la ville. D'autres familles d'Espagne, d'Italie, de France ainsi que les descendants de Cocolo venus de San Pedro de Macorís s'installent également dans cette ville. 

## Personnalités
- Raudy Read (1993-), joueur de baseball, est né à San José de Ocoa.